# Akram Khan
Pour les articles homonymes, voir Khan (homonymie).
Œuvres principales
Le Mahabharata
Kaash
Zero Degrees
Sacred Monsters
IN-I
Akram Khan, né le 29 juillet 1974 dans le quartier de Wimbledon[réf. nécessaire] à Londres au Royaume-Uni, est un danseur et chorégraphe britannique de danse contemporaine mais aussi de kathak indien.

## Biographie
Akram Khan est né dans une famille originaire du Bangladesh. Il monte très jeune sur les scènes de théâtre, puis fait une apparition remarquée avec le rôle d'Ekalavya dans Le Mahabharata de Peter Brook de 1987 à 1989,. Il se tourne vers une carrière de danseur en intégrant l'université De Montfort à Leicester et la Northern School of Contemporary Dance de Chapeltown dans le Yorkshire de l'Ouest. Il étudie ensuite dans le cadre du projet X-Group aux P.A.R.T.S. fondés par Anne Teresa De Keersmaeker à Bruxelles,,.
En 2000, il fonde sa propre compagnie de danse à Londres, l'Akram Khan Company, et crée sa première chorégraphie notable, Rush. Ces dernières années il est devenu un des réels chefs de file de la danse contemporaine britannique, notamment grâce à une danse excessivement énergique et spectaculaire, fusionnant la tradition du kathak indien, apprise dès l'âge de sept ans auprès de Sri Pratap Pawar, et la danse contemporaine occidentale,. Sa reconnaissance internationale date de 2003-2004 avec l'acclamation de deux pièces majeures, Kaash et surtout Ma qui fit tourner sa compagnie dans le monde entier,.
En 2005, il crée et danse, avec le chorégraphe flamand Sidi Larbi Cherkaoui, le duo Zero Degree qui confirme le grand succès international des deux chorégraphes montants de la scène européenne,,. L'année suivante, à la demande de Sylvie Guillem, il crée et danse avec la danseuse étoile Sacred Monsters. En 2006, il compose une partie des chorégraphies de la tournée Showgirl de Kylie Minogue.
En 2008, en collaboration avec le Ballet national de Chine, il crée un nouveau spectacle Bahok qui s'est d'abord appelé Built to Destroy puis Bridge dont la première est donnée le 25 janvier 2008 à Pékin. La même année, il danse un duo avec Juliette Binoche qui marque la première apparition sur scène de l'actrice en tant que danseuse mais aussi chorégraphe, la pièce ayant été intégralement écrite à deux,. Il écrit et interprète également sur scène un solo, Desh, consacré à la mémoire de son père, arrivé en apatride du Bangladesh à Londres.
Début janvier 2012, Akram Khan se blesse sérieusement au tendon d'Achille lors d'une répétition de Desh. Il doit annuler un grand nombre de représentations, se tenir éloigné de la scène pour plusieurs mois et subir une opération. Il se voit confier, par Danny Boyle, durant cette période l'organisation de la partie chorégraphique de la cérémonie d'ouverture des Jeux olympiques de Londres.
En 2018, il crée un nouveau solo qu'il interprète, Xenos, consacré aux soldats indiens impliqués dans les combats sur les fronts européens de la Première Guerre mondiale. « C’est un voyage jusqu’à la vulnérabilité, la mienne et celle de ces soldats laissés anéantis sur le champ de bataille », explique-t-il. Tout en étant passionné par l'interprétation en solo, il indique après cette pièce y renoncer : « un solo, cela veut dire des tournées sans doublure. Or j'ai deux enfants de quatre à six ans, auprès desquels je veux être présent ». En juillet 2019, il présente dans la cour d'honneur lors du 73e Festival d'Avignon Outwitting the Devil, une pièce pour six danseurs dans laquelle il revisite les mythes fondateurs de l'humanité à partir d'un texte, découvert en 2015, qui relate un nouvel épisode de l'épopée de Gilgamesh, roi d'Uruk.

## Chorégraphies

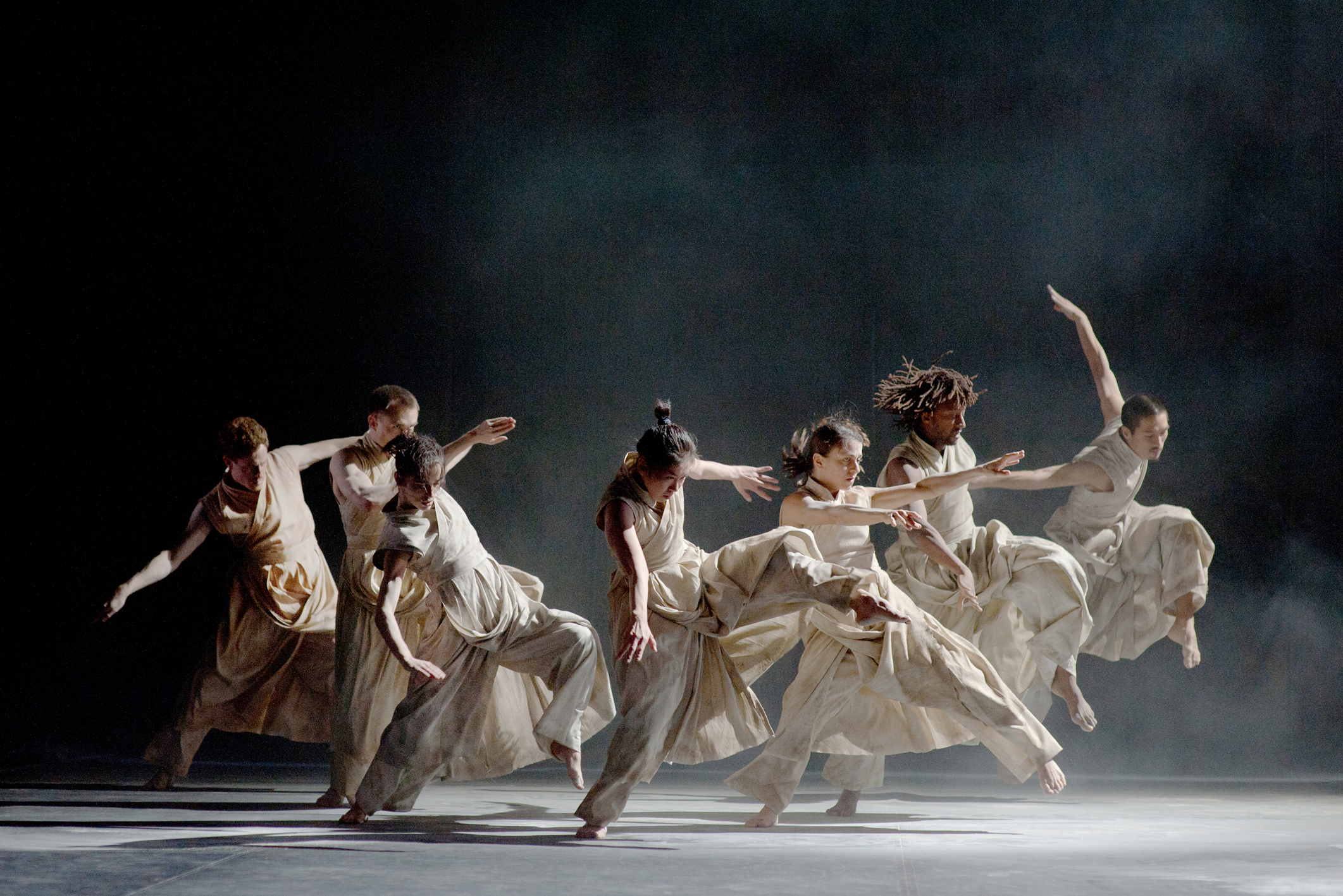
Représentation de Vertical Road.

- 2000 : Loose in Flight — Fix — Rush
- 2001 : Polaroid Feet (kathak) — Related Rocks
- 2002 : Kaash, décors d'Anish Kapoor, musiques Nitin Sawhney
- 2002 : If Not, Why Not ? Intégralité 1er partie et 2e partie.
- 2003 : Ronin (kathak)
- 2004 : Ma voir un extrait.
- 2005 : Zero Degrees, en collaboration avec Sidi Larbi Cherkaoui, musiques Nitin Sawhney.
- 2006 : Sacred Monsters avec Sylvie Guillem voir un extrait
- 2006 : Variations for Vibes, Strings & Pianos (Tribute to Steve Reich), sur Variations for Vibes, Pianos, and Strings commandé au compositeur
- 2008 : Bahok (anciennement Bridge)
- 2008 : IN-I avec Juliette Binoche, décor d'Anish Kapoor
- 2009 : Confluences
- 2010 : Gnosis
- 2011 : Vertical Road, musiques Nitin Sawhney
- 2011 : Desh (kathak)
- 2013 : iTMOi (In the Mind of Igor), musique Nitin Sawhney, Jocelyn Pook et Ben Frost voir un extrait
- 2013 : Desert Dancer
- 2014 : Dust pour l'English National Ballet
- 2014 : The Rashomon Effect
- 2014 : Torobaka, duo avec Israel Galván – une version solo[17] en est dérivée intitulée Toro (2016)
- 2015 : The Pursuit of Now, improvisations sur la musique du pianiste Shahin Novrasli
- 2015 : Technê un solo pour la tournée d'adieu de Sylvie Guillem
- 2015 : Chotto Desh, version pour enfants de Desh
- 2016 : Big Dance et Kadamati, danses collectives
- 2016 : Until the Lions d'après le livre de Karthika Naïr
- 2018 : Portraits in Otherness
- 2018 : Xenos solo de et avec Akram Khan
- 2019 : Outwitting the Devil

## Filmographie
- 2002 : La Tragédie d'Hamlet de Peter Brook

## Distinctions
- 2005 : membre de l'Ordre de l'Empire britannique
- 2006 : nomination aux Laurence Olivier Awards dans la catégorie « Meilleure chorégraphie » pour Zero Degrees avec Sidi Larbi Cherkaoui
- Prix du syndicat de la critique 2021 : Prix de la personnalité chorégraphique de l'année